# Grotellaforma
Grotellaforma là một chi bướm đêm thuộc họ Noctuidae.

## Các loài
- Grotellaforma lactea (Stretch, 1885)